# Forcellinia
Forcellinia  (лат.) — род клещей из семейства Acaridae, насчитывающий около 15 видов. Обнаружены у муравьёв, пчёл и термитов. Вид Forcellinia egyptiaca найден у термитов Psammotermes hypostoma (Isoptera). На Дальнем Востоке России мирмекофильный вид Forcellinia wasmanni найден у муравьёв Camponotus obscuripes Mayr (Кунашир) и Formica lugubris Zett. (Камчатка; Hymenoptera, Formicidae). Вид Forcellinia galleriella в Австралии обнаружен у муравьёв Iridomyrmex humilis.
- Forcellinia bipunctata Mahunka, 1978 — Эквадор
- Forcellinia cortina Ashfaq & Chaudhri, 1984
- Forcellinia diamesa Zakhvatkin, 1941 — Россия (в том числе, Московская область[5], Кавказ)[6]
- Forcellinia egyptiaca Eraky, 1998 — Египет
- Forcellinia faini Delfinado, Baker & Baker, 1989
- Forcellinia galleriella Womersley, 1963[7]
- Forcellinia hauseri Mahunka, 1978
- Forcellinia kasachstanica Umbetalina, 1975 — Казахстан
- Forcellinia laesionis Mahunka, 1979 — Коста-Рика
- Forcellinia mystax (Mahunka, 1977)
- Forcellinia rugosus (S. Mahunka, 1979)
- Forcellinia samsinaki (Mahunka, 1962)
- Forcellinia tumulus Sarwar, 2001 — Пакистан
- Forcellinia wasmanni (Moniez, 1892) — Палеарктика (в том числе, Россия)[3][4]